# Sankta Helenas flygplats
Sankta Helenas flygplats (Saint Helena Airport) (IATA: HLE, ICAO: FHSH) är en flygplats på den brittiska ön Sankta Helena i Sankta Helena, Ascension och Tristan da Cunha i Sydatlanten.

## Historia
Det fanns innan denna flygplats öppnade ingen flygplats på ön. Resor dit skedde med det statligt ägda fartyget RMS St. Helena, som gick i linjetrafik med gods och passagerare mellan Kapstaden, Sankta Helena, och ibland Ascension. Fartyget tog 5 dagar för resan och anlöpte Sankta Helena ungefär varannan till var tredje vecka. Detta gjorde ön till ett av de mest svårtillgängliga bebodda platserna i världen räknat i restid. Personer som behövde avancerad vård, fick få det på ön, trots brist på specialiserad vårdkompetens och vårdutrustning. Fartyget slutade gå till ön i februari 2018 och såldes. Ett fraktfartyg köptes i stället som sedan dess sköter tyngre frakt.
Kostnaden beräknades till 201 miljoner pund (cirka 2,5 miljarder kronor). Man har ändå begränsat kostnaden genom att göra landningsbanan 1850 m lång, vilket är ganska kort för en flygplats där plan ska gå långa sträckor, till exempel till Kapstaden dit det är 3100 km.  Det hade med tanke på topografin dock varit mycket svårt att göra den klart längre. Banlängden innebär begränsningar i flygplanstyper.
Den skulle ha invigts i maj 2016, men detta sköts upp på grund av problem med vindförhållandena. Det sydafrikanska flygbolaget Comair hade vunnit budgivningen om en flyglinje, men kunde inte flyga reguljärt med den Boeing 737 de hade tänkt sig, och man visste för lite om vindförhållandena för att veta vilka plantyper som passade. Mindre plan som klarar kortare banor skulle vara en fördel, eftersom man behöver landa med högre hastighet för att inte stalla vid en vindkantring, men de flesta mindre plan har inte tillräcklig räckvidd (åtminstone med tanke på bristen på reservflygplatser i närheten).
Den första landningen av ett flygplan skedde 15 september 2015, i syfte att prova ut systemen. Under perioden från maj 2016 till oktober 2017 fanns ingen reguljärtrafik, men det förekom annan trafik såsom provflygningar, taxiflygningar och ambulansflyg. Ett för tidigt fött barn räddades genom den första ambulansflygningen den 3 juni 2016. Den första passagerarflygningen skedde 3 maj 2017. Det var en charterflygning som gjordes eftersom fartyget som trafikerar ön hade tekniska problem.
Den 9 juni 2017 vann det sydafrikanska bolaget Airlink den nya budgivningen om en flyglinje. Man hade nu tillräcklig information om vindförhållandena för att veta hur man ska hantera dem. De flyger från Johannesburg med tankning i Windhoek (på 2500 km avstånd, senare ändrat till Walvis Bay på 2200 km avstånd) för att det planet man valt, E190, säkert ska kunna återvända utan att landa om det blåser för mycket. Trafiken startade den 14 oktober 2017 med en tur i veckan. Passagerare får inte stiga på i Windhoek eftersom Namibia inte medger "luftens femte frihet". Det gör att passagerare från Kapstaden (varifrån båten gick och där många från Sankta Helena utbildat sig och bosatt sig) behöver övernatta i Johannesburg för att inte få oacceptabelt liten bytesmarginal med tanke på förseningsrisk och att planet går en gång i veckan kl 9. Av samma skäl bör passagerare från Europa övernatta i Johannesburg.
Erfarenheten från det första året är att vindförhållandena inte varit så stort problem, medan en del inställelser har gjorts på grund av dimma. Flygplatsens läge på 310 meter över havet gör att moln ofta når ner till flygplatsen, i första hand på vintern.
Den 25 mars 2020 stängdes flygningarna till Johannesburg på grund av en epidemi som drabbat hela jorden men särskilt Sydafrika. Som ersättning beställde Sankta Helenas charterflygningar från London, en per månad för de transportbehov som ändå fanns. Dessa utfördes av Titan Airways och mellanlandande vanligen i Accra, Ghana för tankning. Flera av flygningarna skedde med Boeing 757-200 med 239 säten, det största plan som landat på Sankta Helenas flygplats. Ett företag som byggde om hamnen chartrade en Bombardier Global Express som 19 juli 2020 kunde gå nonstop från Schweiz, den första nonstop-flygningen från Europa.

### Destinationer och flygbolag
| Flygbolag     | Destinationer |
| ------------- | --- |
| Airlink       | Johannesburg-OR Tambo (tankar utan passagerarutbyte i Walvis Bay), Ascension (uppehåll i trafiken under pandemin 2020-2021 |
| Titan Airways | London-Stansted (tankar utan passagerarutbyte i Accra)                                                                     |